# Flemming og Kvik
Flemming og Kvik er en dansk film fra 1960, efter roman af Gunnar Jørgensen. Filmen er instrueret af Gabriel Axel og med manuskript af Børge Müller.

## Medvirkende
- Johannes Meyer
- Jørgen Reenberg
- Bjarne Forchhammer
- Berthe Qvistgaard
- Ghita Nørby
- Louis Miehe-Renard
- Gunnar Lauring
- Astrid Villaume
- Lykke Nielsen